# Fontana dell'Elefante

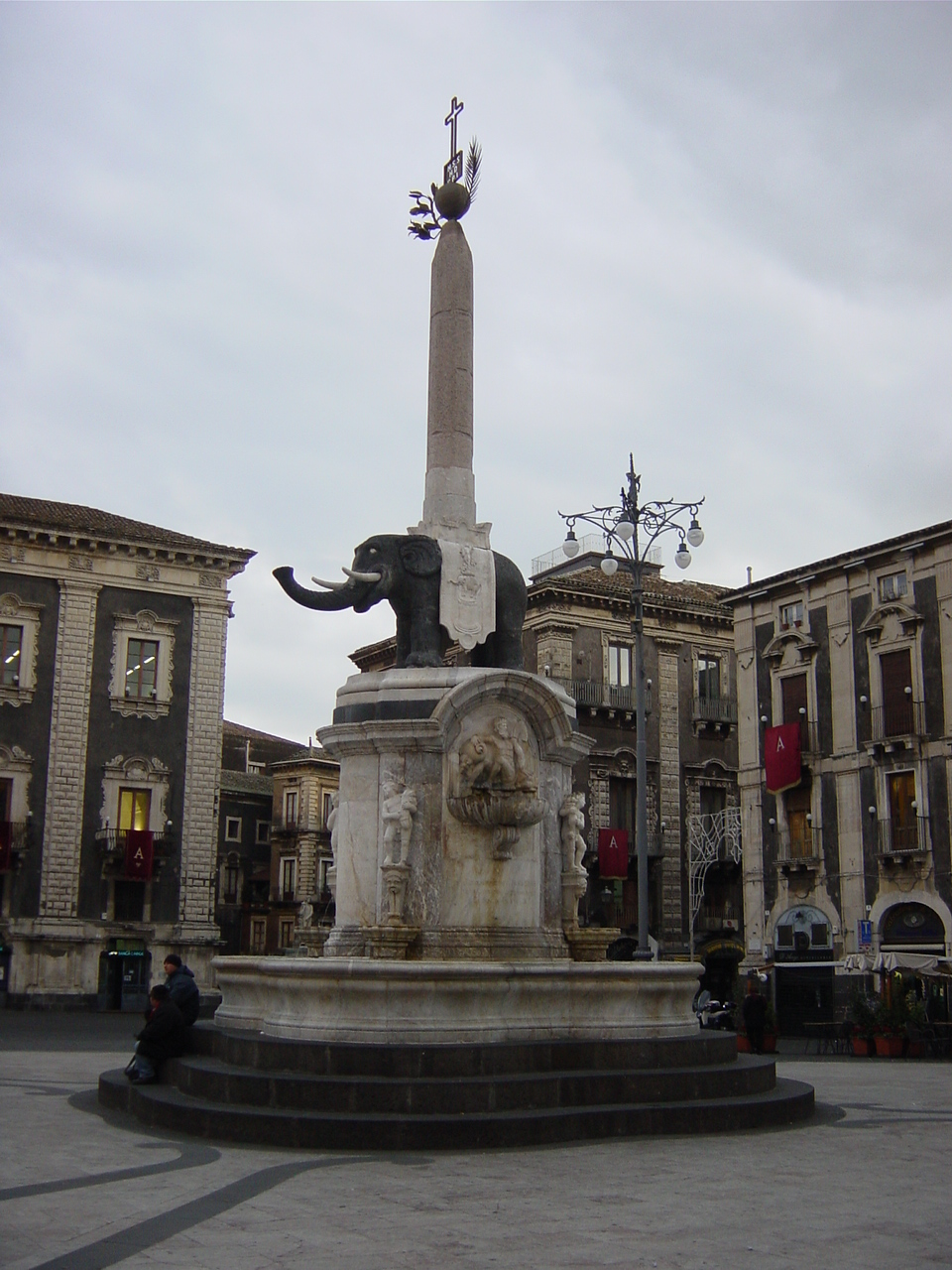
La Fontana dell'Elefante en la Piazza del Duomo de Catania.

La Fontana dell'Elefante (en español: Fuente del Elefante) es una fuente monumental realizada entre 1735 y 1737 por el arquitecto Giovanni Battista Vaccarini. Está situada en el centro de la Piazza del Duomo de Catania, Italia y su elemento principal es una estatua de basalto negro que representa un elefante, llamado comúnmente u Liotru y considerado el emblema de la ciudad siciliana.

## Descripción

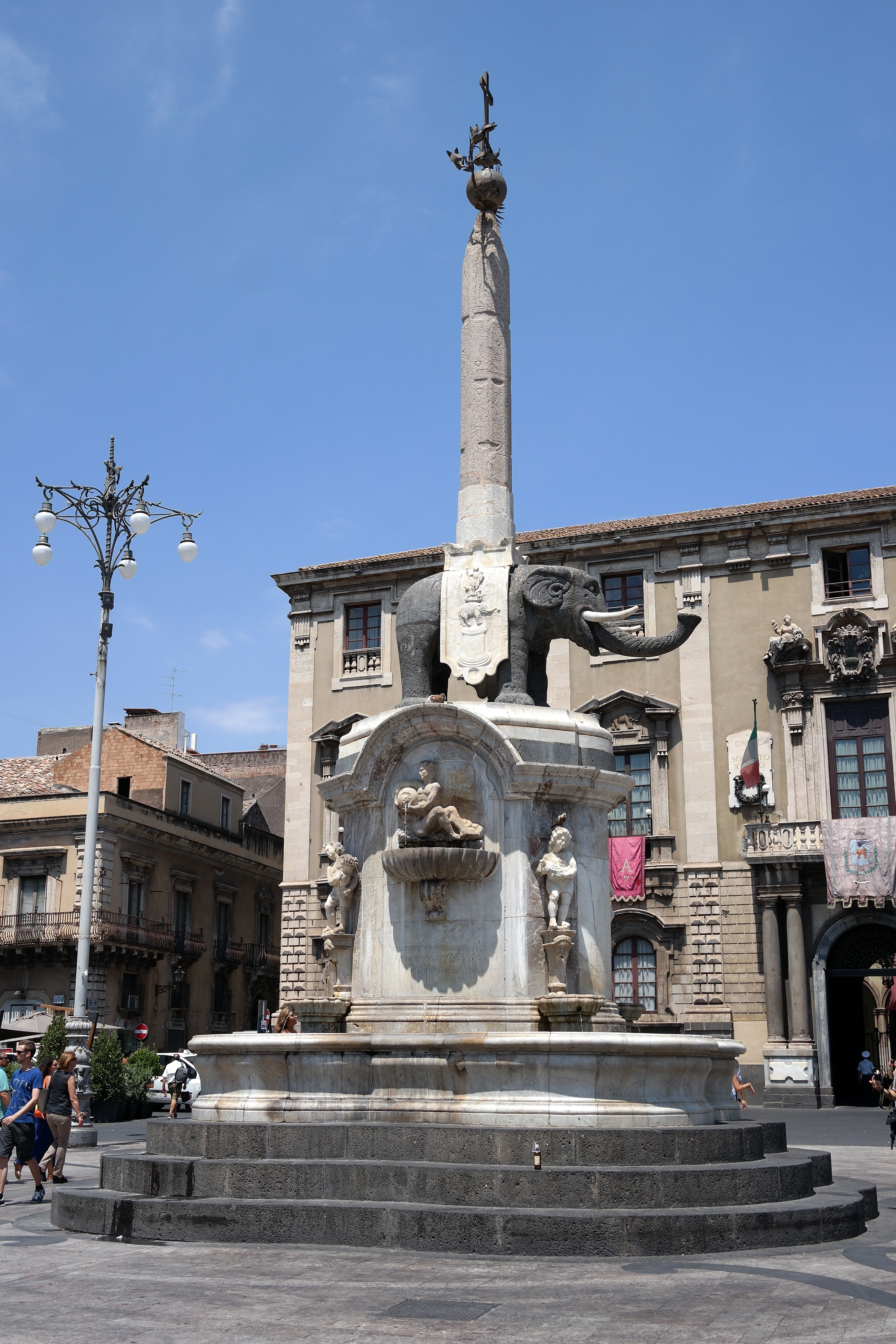
La Fontana dell'Elefante desde el sur.

La Fontana dell'Elefante fue realizada por Vaccarini en el ámbito de la reconstrucción de la ciudad tras el terremoto del 11 de enero de 1693. Se ha afirmado que el arquitecto palermitano se inspiró en el Obelisco de la Piazza della Minerva de Gian Lorenzo Bernini, pero en realidad la iconografía del elefante coronado por un obelisco con una esfera en la cima está documentada en la Hypnerotomachia Poliphili (Venecia, 1499) atribuida a Francesco Colonna.
El basamento está formado por un pedestal de mármol blanco situado en el centro de un estanque, también de mármol, en el cual caen chorros de agua que salen del basamento. En el basamento, dos esculturas reproducen los dos ríos de Catania, el Simeto y el Amenano. Encima se encuentra la estatua del elefante, con su probóscide dirigida hacia la Catedral de Catania. Esta estatua de época incierta fue tallada originalmente a partir de un único bloque de piedra volcánica, pero tras el terremoto de 1693 se rompieron las patas posteriores, restauradas por el propio Vaccarini con miras a su colocación en la plaza. Durante la restauración, el arquitecto añadió los ojos blancos y los colmillos de piedra calcárea. A ambos lados del elefante cae una gualdrapa de mármol sobre la cual están tallados los escudos de santa Águeda, patrona de Catania.
En la espalda del animal se encuentra un obelisco egipcio, de 3,66 metros de altura, de granito supuestamente de Asuán; no tiene jeroglíficos, pero está decorado con figuras de estilo egipcio que no constituyen una escritura jeroglífica propiamente dicha. De cronología incierta, quizá era una de las dos metas del antiguo circo romano de Catania, la otra, más fragmentada, se encuentra en el patio del Castillo Ursino. En la parte superior del obelisco se colocó un globo terráqueo, rodeado por una corona de hojas de palma (que representa el martirio) y un ramo de lirios (que representa la pureza), más arriba una tabla metálica sobre la cual está la inscripción dedicada a santa Águeda con el acrónimo MSSHDPL («Mente sana y sincera, por el honor de Dios y por la liberación de su patria»), y finalmente una cruz.

## Historia

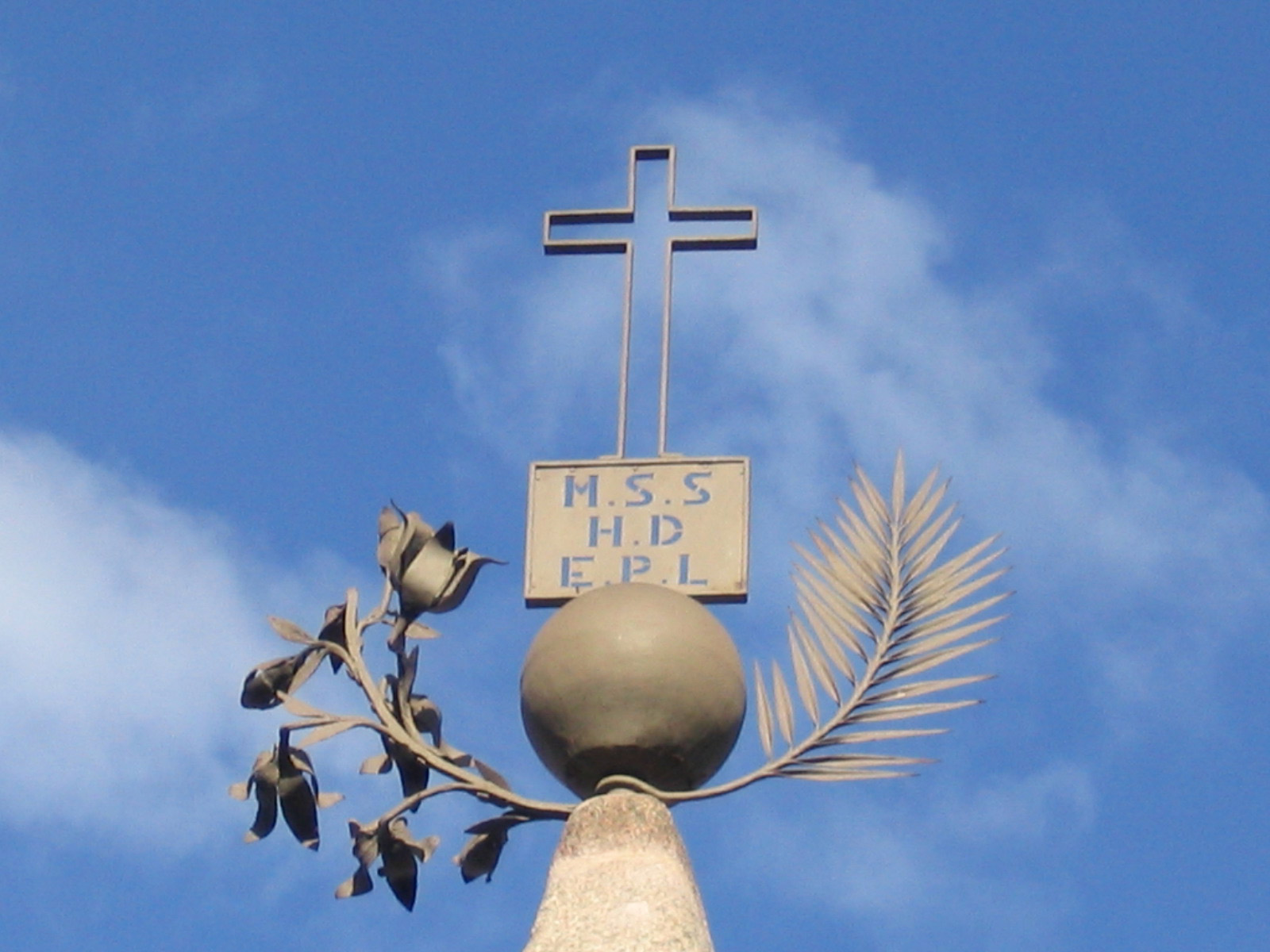
La inscripción en la cima del obelisco.

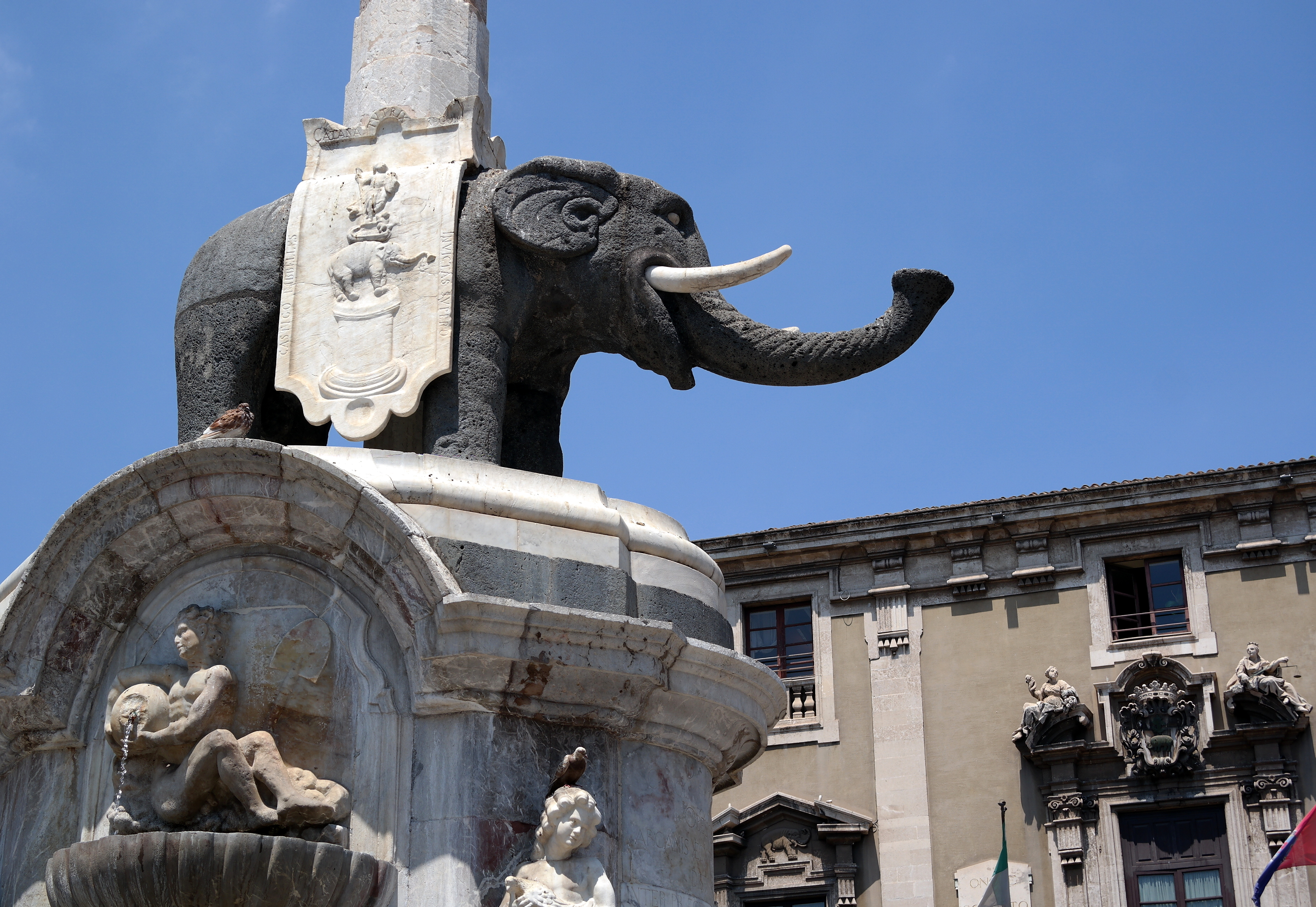
La estatua del elefante.

Según el geógrafo Al-Idrisi, la estatua del elefante de basalto fue realizada durante la dominación cartaginesa o bizantina. En la época en la que visitó Catania (siglo XII), el elefante se encontraba ya en el interior de las murallas de la ciudad. Habría sido llevado allí por los benedictinos del monasterio de santa Águeda, quienes lo habrían colocado bajo un arco llamado di Liodoro. En 1239 la estatua del elefante fue escogida como símbolo de Catania. Algunos sostienen que el traslado dentro de las murallas ocurrió en esta ocasión.
Por su parte, el obelisco probablemente fue trasladado a Catania durante las cruzadas, proveniente de Asuán, y colocado en el Circo Máximo, según la hipótesis de Ignazio Paternò Castello.
En 1508 fue trasladado al lado oeste (o norte) del ayuntamiento y a su lado se colocó la inscripción «Ferdinandus. Hispaniae utriusque. Siciliae. Rege - Elephans erectus fuit a Cesare Jojenio - Justitiario - MDVII». En esta colocación fue dañado gravemente durante el terremoto de 1693; el derrumbe de los edificios que lo rodeaban provocó la rotura de la probóscide y de las patas, que fueron reconstruidas por Vaccarini en 1735 por petición de Filippo d'Orville.
Hasta 1737 Vaccarini trabajó para construir la fuente, que fue completada posteriormente con el obelisco egipcio y la inscripción de santa Águeda. En 1757 fue remodelada por primera vez, para añadir un estanque. En 1826 la fuente fue rodeada por una barandilla de hierro, dentro de la cual se realizó un pequeño jardín. Poco después de la unificación italiana, se tomó la decisión de trasladar la fuente de la Piazza del Duomo a la Piazza Palestro: sin embargo, el 30 de mayo de 1862, Bonaventura Gravina organizó una revuelta popular que bloqueó el traslado.
Han sido dos las restauraciones realizadas en el curso del siglo XX: en 1905 se realizó un segundo estanque y en 1998 se eliminó la barandilla y el jardín, por lo cual actualmente es posible sentarse en algunos escalones a los pies del basamento.

## ElLiotru

### Nombre
El Liotru (llamado también, con menos frecuencia, Diotru) debe su apelativo a la deformación del nombre Eliodoro. Este era un noble de Catania que había intentado sin éxito ser obispo de la diócesis. Caído en desgracia, se hizo apóstata y fue considerado «discípulo de los judíos, nigromante y forjador de ídolos». Se enfrentó al obispo León II el Taumaturgo, quien lo condenó a ser quemado vivo en el Forum Achelles. Este personaje está relacionado con el elefante porque según una leyenda él fue su escultor y además lo montaba a menudo para desplazarse de Catania a Constantinopla. También según la leyenda, el obispo León habría hecho trasladar la estatua fuera de las murallas para hacerla olvidar, pero el pueblo le habría rendido igualmente honores divinos.

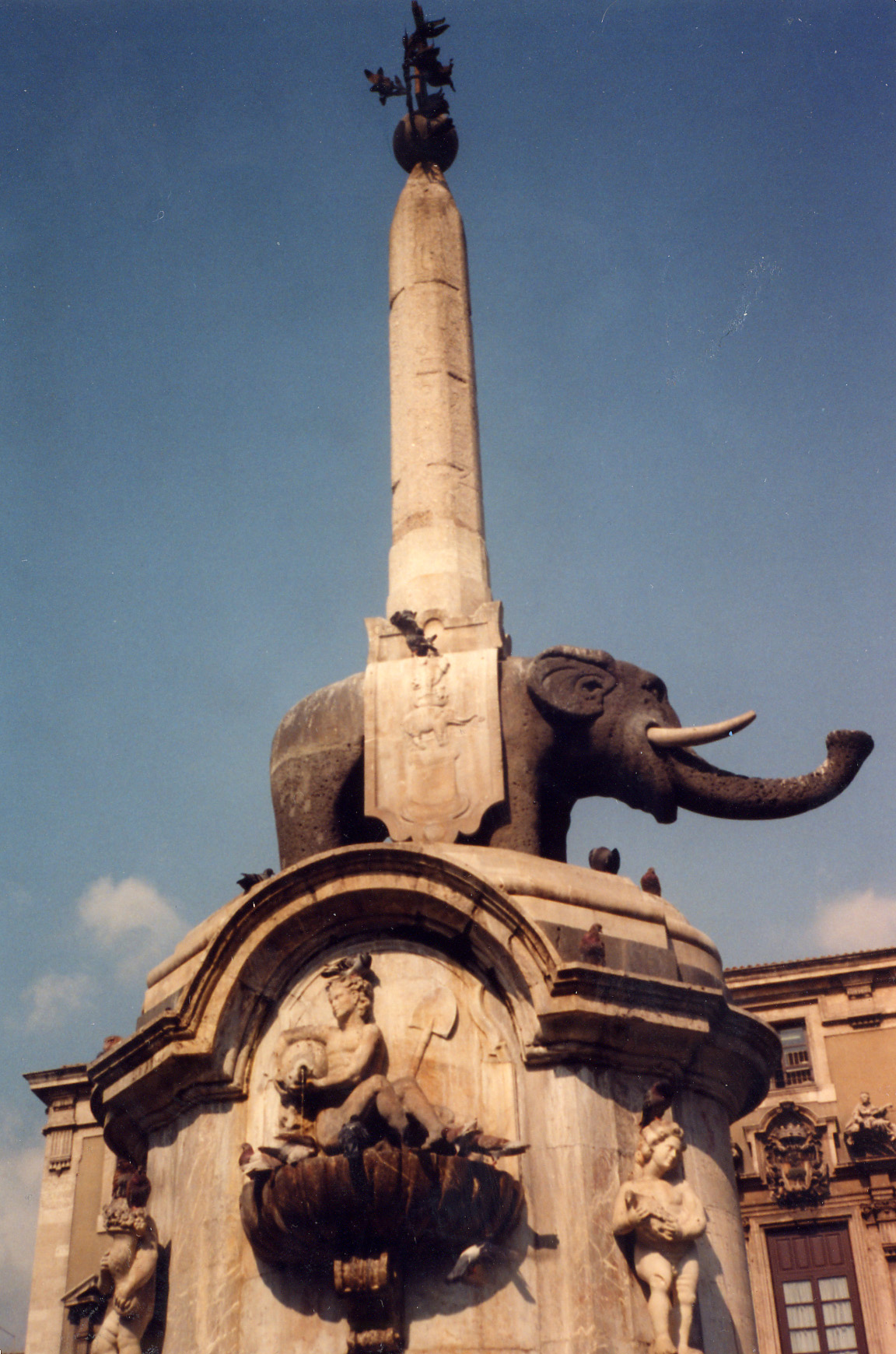
La fuente.

### Origen
No hay datos ciertos sobre cuándo y quién realizó la estatua del elefante. Con el paso de los siglos, varios estudiosos han intentado dar una respuesta a esta pregunta, en algunos casos basándose también en el mito. Entre estos se recuerda a Pietro Carrera, quien en 1639 escribió que el liotru recordaba una victoria en una guerra entre los cataneses y los libios. La historia, que el pintor Giuseppe Sciuti inmortalizó en el gran telón histórico del Teatro Massimo Bellini, es sin embargo totalmente inventada.
Más verosímiles fueron las teorías concebidas por Ignazio Paternò Castello, Santi Consoli y Matteo Gaudioso. El primero sostenía que el elefante provenía de un circo (posteriormente se comprobó que en realidad era el obelisco el que estuvo en un antiguo circo), los dos últimos que era el recuerdo de una religión de la que actualmente se han perdido completamente los rastros.
Actualmente se acepta la interpretación dada por el geógrafo Al-Idrisi durante su viaje a Sicilia en el siglo XII. Él informó de que los cataneses consideraban al elefante una estatua mágica que protegía la ciudad de las erupciones del Etna. También según el geógrafo árabe, la estatua fue construida durante la dominación cartaginesa.

### Relación del elefante con la ciudad
La relación entre Catania y el liotru es muy antigua. Una antigua leyenda narra de un elefante que habría cazado animales feroces durante la fundación de Kατάvη. Bajo la dominación árabe, la ciudad era conocida con el nombre de Balad-el-fil o Medinat-el-fil, es decir, «ciudad del elefante».
El Liotru no se convirtió en símbolo oficial de la ciudad hasta 1239: hasta entonces, el emblema de la ciudad era la efigie de San Jorge. Los cataneses decidieron cambiarlo tras una serie de revueltas para poder pasar de simple dominio de un obispo-conde a ciudad demanial. Tras el fracaso de los motines de 1195, 1207 y 1221, se consiguió con la concesión oficial firmada por Federico II. El primer uso «oficial» del nuevo símbolo se produjo en una reunión del Parlamento en Foggia en el año 1240.
Posteriormente, el paquidermo fue incluido en el escudo de la ciudad, el de la provincia y el de la universidad y actualmente es la mascota de los principales equipos deportivos de la ciudad, entre los cuales el Calcio Catania y el Amatori Catania.